# McLaren MP4/8
Der McLaren MP4/8 ist ein Formel-1-Rennwagen des Teams Marlboro McLaren, der in der WM-Saison 1993 eingesetzt wurde.

## Geschichte

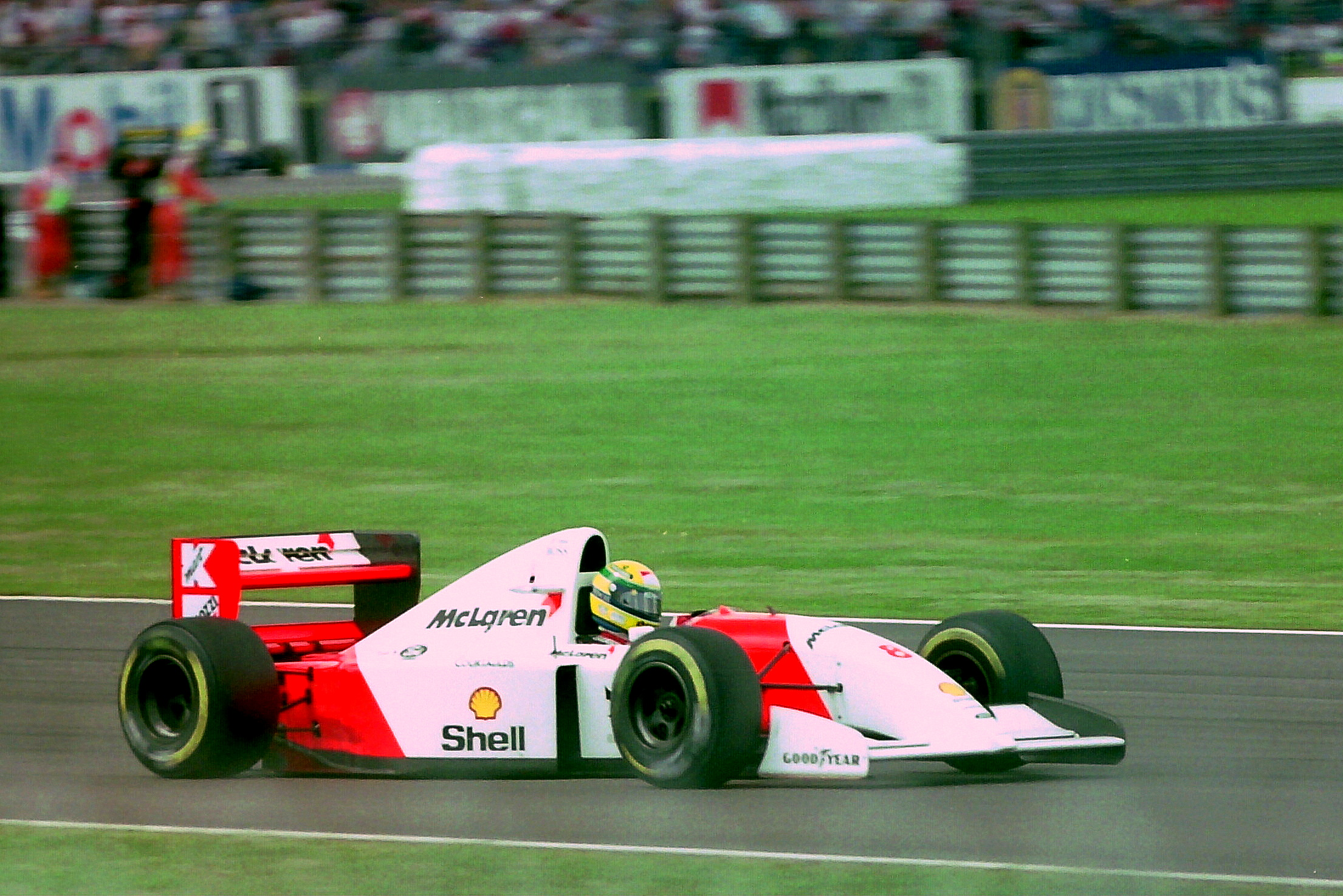
Ayrton Senna im MP4/8 beim GP von Großbritannien 1993

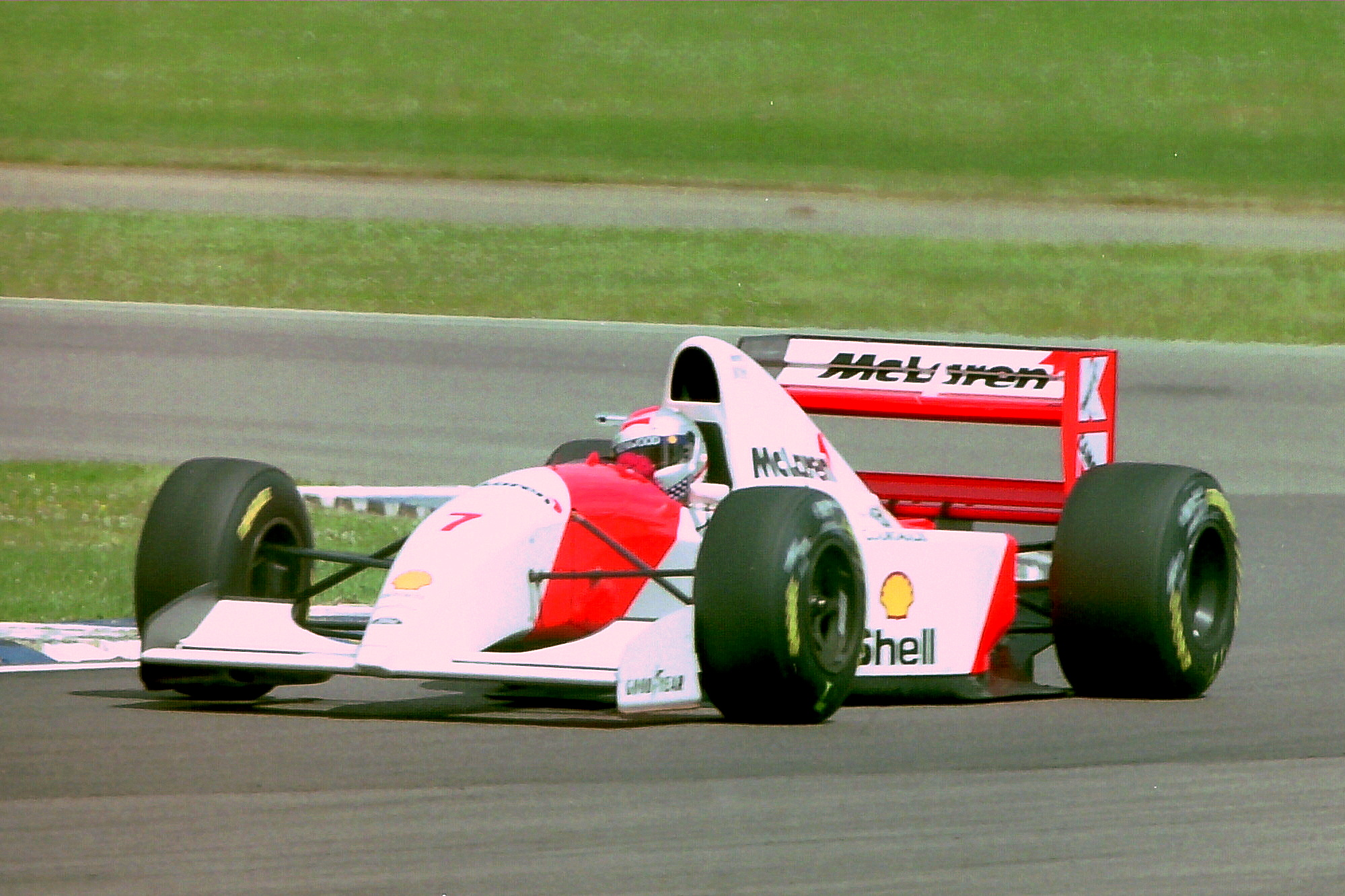
Michael Andretti im MP4/8 beim GP von Großbritannien 1993

Der von Neil Oatley und Henri Durand entwickelte Wagen wurde von Ayrton Senna, Michael Andretti und Mika Häkkinen, der Andretti nach 13 Rennen ablöste, gefahren. Sie gewannen mit dem MP4/8  fünf Grand Prix und holten eine Pole-Position. Senna wurde hinter Alain Prost (Williams) Vize-Weltmeister, McLaren hinter Williams Zweiter der Konstrukteurswertung.

## Technik

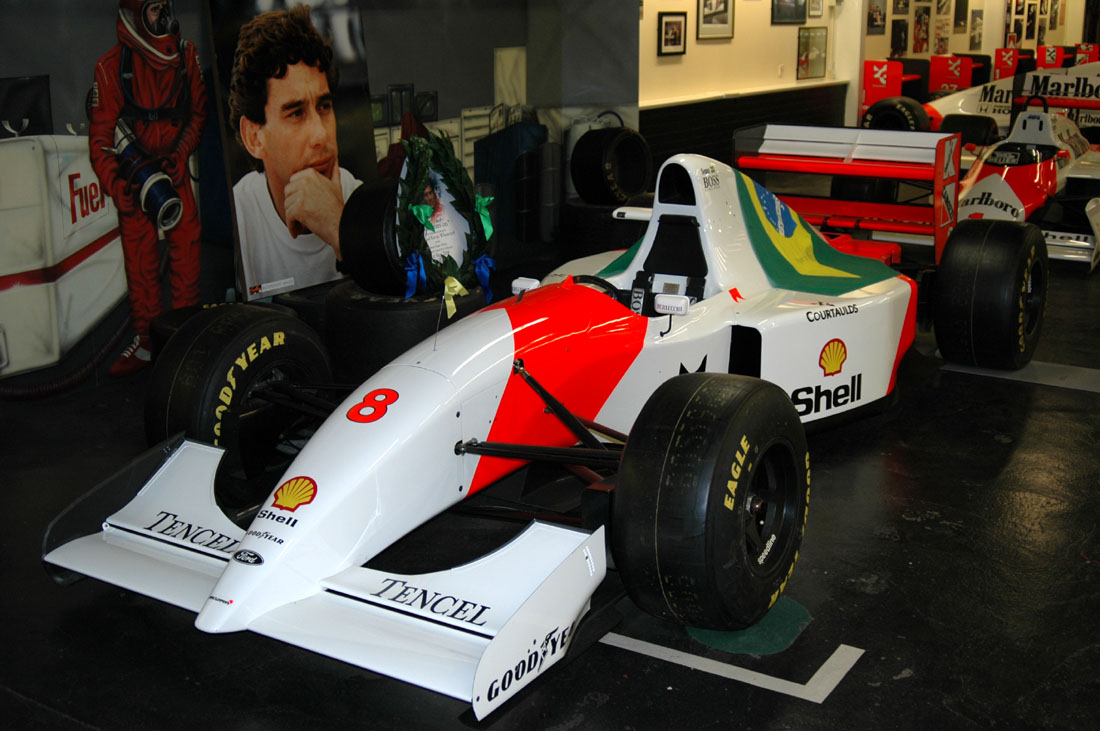
McLaren MP4/8 von Ayrton Senna in der Donington Grand Prix Collection, 2009

Angetrieben wurde der MP4/8 von einem V8-Motor von Ford Cosworth der Baureihe HB. Der längs eingebaute Sauger-Mittelmotor mit 75° Zylinderbankwinkel hatte 3497 cm³ Hubraum. Da Cosworths Vorzugskunde Benetton eine Belieferung des Konkurrenten mit aktuellen HB-VII-Motoren ablehnte, hatte McLaren zu Saisonbeginn lediglich HB-V-Motoren zur Verfügung, die sich auf dem Stand von 1991 befanden und im Ausgangspunkt etwa 40 PS schwächer waren als Benettons HB VII. Allerdings entwickelte McLaren die Elektronik der HB-Motoren zusammen mit dem Technikpartner TAG eigenverantwortlich weiter, sodass sich der Leistungsunterschied reduzierte. Anders als bei den übrigen HB-Kundenmotoren erfolgte die Wartung der McLaren-HBs nicht bei Grand Prix Engines Services, dessen Inhaber Tom Walkinshaw zu dieser Zeit auch technischer Leiter bei Benetton war. Um mögliche Interessenkollisionen auszuschließen, übernahm Cosworth die Wartung der McLaren-Motoren selbst. Ab dem Großen Preis von Großbritannien erhielt dann auch McLaren die HB-VII-Motoren. Beim Großen Preis von Deutschland 1993 debütierte schließlich der HB VIII. McLaren hatte bereits im Freitagstraining Zugriff auf ihn, Benetton erst im Samstagstraining. Allerdings hatte auch dieser Motor deutliche Leistungsdefizite gegenüber den Renault-Triebwerken der Williams. Die Kraftübertragung übernahm ein quer eingebautes 6-Gang-Getriebe von McLaren mit halbautomatischer Schaltung. Das Monocoque aus CFK war in Sandwich-Wabenkern-Bauweise ausgeführt. Der Wagen war mit einer aktiven Aufhängung ausgestattet.
Gegen Ende der Saison wurde der MP4/8 als Versuchsträger für den für die folgende Saison vorgesehenen Lamborghini-Motor verwendet. Das Team entschied sich dann jedoch kurzfristig für Peugeot als neuen Motorenlieferanten.

## Ergebnisse
| Fahrer                          | Nr.                             | 1   | 2   | 3   | 4   | 5 | 6 | 7  | 8 | 9   | 10  | 11  | 12 | 13  | 14  | 15 | 16  | Punkte | Rang |
| ------------------------------- | ------------------------------- | --- | --- | --- | --- | - | - | -- | - | --- | --- | --- | -- | --- | --- | -- | --- | ------ | ---- |
| Formel-1-Weltmeisterschaft 1993 | Formel-1-Weltmeisterschaft 1993 |     |     |     |     |   |   |    |   |     |     |     |    |     |     |    |     | 84     | 2.   |
| M. Andretti                     | 7                               | DNF | DNF | DNF | DNF | 5 | 8 | 14 | 6 | DNF | DNF | DNF | 8  | 3   |     |    |     | 84     | 2.   |
| M. Häkkinen                     | 7                               |     |     |     |     |   |   |    |   |     |     |     |    |     | DNF | 3  | DNF | 84     | 2.   |
| A. Senna                        | 8                               | 2   | 1   | 1   | DNF | 2 | 1 | 18 | 4 | 5   | 4   | DNF | 4  | DNF | DNF | 1  | 1   | 84     | 2.   |

| Legende  | Legende            | Legende                                                          |
| Farbe    | Abkürzung          | Bedeutung                                                        |
| -------- | ------------------ | ---------------------------------------------------------------- |
| Gold     | –                  | Sieg                                                             |
| Silber   | –                  | 2. Platz                                                         |
| Bronze   | –                  | 3. Platz                                                         |
| Grün     | –                  | Platzierung in den Punkten                                       |
| Blau     | –                  | Klassifiziert außerhalb der Punkteränge                          |
| Violett  | DNF                | Rennen nicht beendet (did not finish)                            |
| Violett  | NC                 | nicht klassifiziert (not classified)                             |
| Rot      | DNQ                | nicht qualifiziert (did not qualify)                             |
| Rot      | DNPQ               | in Vorqualifikation gescheitert (did not pre-qualify)            |
| Schwarz  | DSQ                | disqualifiziert (disqualified)                                   |
| Weiß     | DNS                | nicht am Start (did not start)                                   |
| Weiß     | WD                 | zurückgezogen (withdrawn)                                        |
| Hellblau | PO                 | nur am Training teilgenommen (practiced only)                    |
| Hellblau | TD                 | Freitags-Testfahrer (test driver)                                |
| ohne     | DNP                | nicht am Training teilgenommen (did not practice)                |
| ohne     | INJ                | verletzt oder krank (injured)                                    |
| ohne     | EX                 | ausgeschlossen (excluded)                                        |
| ohne     | DNA                | nicht erschienen (did not arrive)                                |
| ohne     | C                  | Rennen abgesagt (cancelled)                                      |
| ohne     | keine WM-Teilnahme |                                                                  |
| sonstige | P/fett             | Pole-Position                                                    |
| sonstige | 1/2/3/4/5/6/7/8    | Punktplatzierung im Sprint-/Qualifikationsrennen                 |
| sonstige | SR/kursiv          | Schnellste Rennrunde                                             |
| sonstige | *                  | nicht im Ziel, aufgrund der zurückgelegten Distanz aber gewertet |
| sonstige | ()                 | Streichresultate                                                 |
| sonstige | unterstrichen      | Führender in der Gesamtwertung                                   |